# Lethrus geminatus
Lethrus geminatus är en skalbaggsart som beskrevs av Ernst Gustav Kraatz 1882. Lethrus geminatus ingår i släktet Lethrus och familjen tordyvlar. Inga underarter finns listade i Catalogue of Life.